# Межа можливого
Межа можливого (рос. Предел возможного) — радянський п'ятисерійний телевізійний художній фільм 1984 року, знятий режисерами Павлом Коганом та Петром Мостовим. Прем'єра фільму відбулася 13 листопада 1984 року на Центральному телебаченні СРСР.

## Сюжет
Фільм розповідає про долю Гната Матвійовича Ремеза, який пройшов шлях від молодого інженера з 1930-х років до керівника заводу у роки німецько-радянської війни та створення нового заводу в мирний час 1960-х років.
1981 року за однойменним романом було поставлено телевиставу Ленінградського академічного театру драми імені Олександра Пушкіна (Александринський театр). У ролі Гната Ремеза — Ігор Горбачов.
Прототипом Гната Ремеза став Герой Соціалістичної Праці, уродженець Вінниччини Ісаак Зальцман.

## В ролях
- Віталій Соломін — Гнат Матвійович Ремез — інженер, пізніше — директор танкового заводу, директор заводу електросталі в Новоярську
- Юрій Кузнецов — Степан Тимофійович Бортов, робітник заводу, пізніше — директор заводу в Ярську
- Авангард Леонтьєв — Костянтин Голіков, робітник заводу, пізніше — інженер та вчений
- Ірина Бразговка — Олена Голікова, журналістка, дружина Костянтина Голікова, пізніше — дружина Гната Ремеза
- Андрій Болтнєв — Сергій Сергійович Долгов, директор оборонного заводу
- Євген Євстигнєєв — Андрій Кирилович Куликов, професор, головний конструктор танкового заводу
- Олександр Пашутін — Юрій Степанович Соколов, інженер, пізніше — заступник директора заводу в Новоярську
- Валентин Смирнитський — Семен Андрійович Куликов, син професора Андрія Куликова, інженер
- Юрій Ступаков — Дмитро Сергійович Рокотов, секретар обкому, пізніше заступник міністра
- Володимир Землянікін — Віталій Миколайович Свиридов, слідчий НКВС на пенсії
- Олена Івочкина — Людмила Володимирівна, аспірантка Куликова, інженер, перша дружина Гната Ремеза
- Марина Шиманська — Ася, донька Олени та Костянтина Голікова
- Тамара Логінова — Наталія Михайлівна Сапожникова, мешканка Ярська, мати Олени Голікової
- Михайло Орлов — міністр
- Вадим Вільський — учасник наради

## Знімальна група
- Автори сценарію: Йосип Герасимов, Олександр Горохов
- Режисери-постановники: Павло Коган, Петро Мостовий
- Оператор-постановник: Валентин Халтурін
- Композитори: Євген Крилатов, Георгій Фіртич
- Художник-постановник: Віктор Монетов